# Sportplatz Bützel
Lo Sportplatz Bützel  è il campo sportivo della frazione Staad della città di Thal, Canton San Gallo in Svizzera.
L'impianto ospita le gare interne delle 25 squadre (19 maschili e 6 femminili) del F.C. Staad maschile e del F.C. Staad femminile sui 2 campi di dimensioni 100 x 66 e 100 x 64 (erba sintetica) omologati per la 2. Lega e la Lega Nazionale A femminile.
Il campo principale non dispone di tribuna coperta, ed avendo solo 3 gradoni in cemento su un solo lato del terreno di gioco, è omologato per 2 700 posti in piedi.